# Loucká
Loucká är en ort i Tjeckien.   Den ligger i regionen Mellersta Böhmen, i den centrala delen av landet, 30 km norr om huvudstaden Prag. Loucká ligger 231 meter över havet och antalet invånare är 123.
Terrängen runt Loucká är platt.Runt Loucká är det tätbefolkat, med 493 invånare per kvadratkilometer. Närmaste större samhälle är Mělník, 16,9 km öster om Loucká. Trakten runt Loucká består till största delen av jordbruksmark.